# Solomon (Kansas)
Solomon és una població dels Estats Units a l'estat de Kansas. Segons el cens del 2000 tenia 1.072 habitants.

## Demografia
Segons el cens del 2000, Solomon tenia 1.072 habitants, 416 habitatges, i 302 famílies. La densitat de població era de 627,1 habitants/km².
Dels 416 habitatges en un 38,9% hi vivien nens de menys de 18 anys, en un 57% hi vivien parelles casades, en un 12,5% dones solteres, i en un 27,2% no eren unitats familiars. En el 23,3% dels habitatges hi vivien persones soles el 10,6% de les quals corresponia a persones de 65 anys o més que vivien soles. El nombre mitjà de persones vivint en cada habitatge era de 2,56 i el nombre mitjà de persones que vivien en cada família era de 3,01.
Per edats la població es repartia de la següent manera: un 31,5% tenia menys de 18 anys, un 6% entre 18 i 24, un 29,8% entre 25 i 44, un 20,8% de 45 a 60 i un 11,9% 65 anys o més.
L'edat mediana era de 36 anys. Per cada 100 dones de 18 o més anys hi havia 90,2 homes.
La renda mediana per habitatge era de 40.469 $ i la renda mediana per família de 48.203 $. Els homes tenien una renda mediana de 34.926 $ mentre que les dones 19.063 $. La renda per capita de la població era de 16.800 $. Entorn del 8,6% de les famílies i el 13,6% de la població estaven per davall del llindar de pobresa.

## Poblacions més properes
El següent diagrama mostra les poblacions més properes.